# Francis Peter de Campo
Francis Peter de Campo AM (* 9. Juli 1923 in Melbourne, Victoria, Australien; † 23. April 1998 in Port Pirie, South Australia, Australien) war Bischof von Port Pirie.

## Leben
Francis Peter de Campo empfing nach dem Studium der Katholischen Theologie und Philosophie am 24. Juli 1949 durch den Koadjutorbischof von Sandhurst, Bernard Denis Stewart, das Sakrament der Priesterweihe für das Bistum Sandhurst.
Am 29. Oktober 1979 ernannte ihn Papst Johannes Paul II. zum Koadjutorbischof von Port Pirie. Der Erzbischof von Adelaide, James William Gleeson, spendete ihm am 13. Februar 1980 die Bischofsweihe; Mitkonsekratoren waren der Bischof von Maitland, Leo Morris Clarke, und der Bischof von Sandhurst, Noel Desmond Daly.
Am 11. August 1980 wurde Francis Peter de Campo in Nachfolge des zurückgetretenen Bryan Gallagher Bischof von Port Pirie.
1986 wurde er zum Member des Order of Australia ernannt.